# Ekkyklema

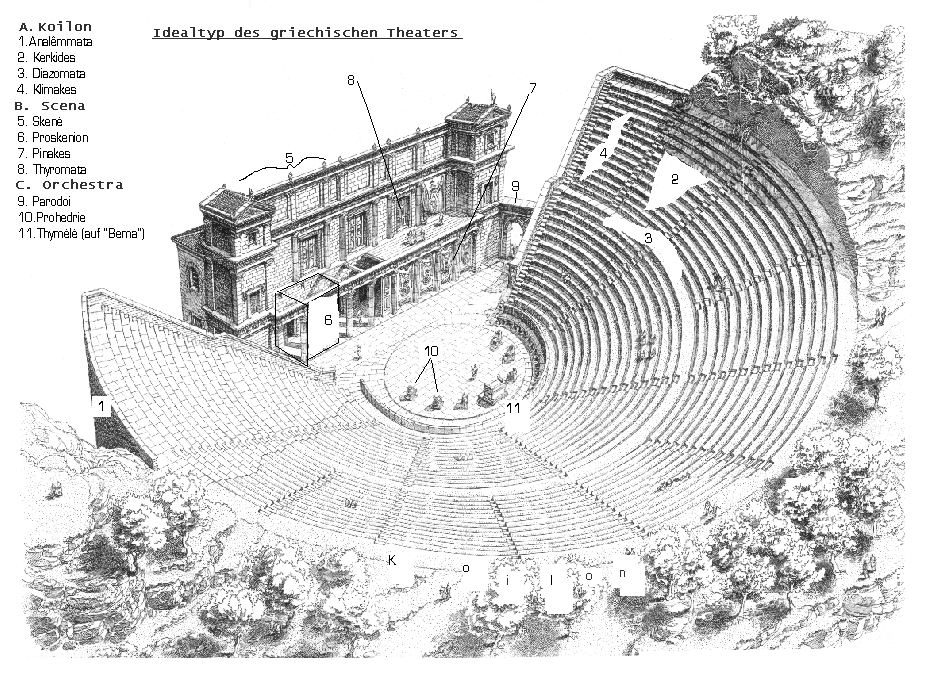
Modello di teatro greco. Lekkyklema usciva dalla porta al centro del palazzo rappresentato nel fondale, per rivelare agli spettatori cosa ci fosse all'interno.

L'ekkyklêma (in greco antico: ἐκκύκλημα?; "carrello a rulli"), anche detto enciclema, era un attrezzo scenico utilizzato nel teatro greco antico.

## Descrizione
L'attrezzo aveva lo scopo di mostrare agli spettatori che cosa avveniva all'interno dell'edificio che spesso, nelle tragedie e commedie greche, era raffigurato in fondo al palcoscenico e fungeva quindi da scenografia. L'ekkyklema consisteva in una piattaforma munita di ruote, sulla quale potevano posizionarsi uno o più personaggi, posta dietro la porta centrale della scenografia stessa. All'aprirsi della porta, l'ekkyklema poteva scorrere verso l'esterno, rivelando in questo modo agli spettatori ciò che avveniva all'interno dell'edificio. L'effettiva forma di tale attrezzo è tuttavia incerta, poiché altre testimonianze antiche lo descrivono piuttosto come una piattaforma girevole.
Esempi considerati abbastanza sicuri di uso dell'ekkyklema nella tragedia greca sono attestati nell'Aiace di Sofocle e nell'Ippolito di Euripide, nonché nella parodia che Aristofane ne fa nelle Donne alle Tesmoforie e negli Acarnesi. Non tutti gli studiosi sono però concordi nell'accettare la presenza dell'attrezzo anche ai tempi dei grandi tragici: secondo alcuni, esso era presente nel teatro dell'età ellenistica, ma non in quello del V secolo a.C. (il periodo di Eschilo, Sofocle ed Euripide).